# Hirnytske (oblast de Dnipropetrovsk)
Hirnytske (en ukrainien : Гірницьке) ou Gorniatskoïe (en russe : Горняцкое) est une commune urbaine de l'oblast de Dnipropetrovsk, en Ukraine. Sa population s'élevait à 365 habitants en 2013.

## Géographie
Hirnytske est arrosée par la rivière Solona. Elle est située à 8 km au nord-est de Pokrov, à 102 km au sud-ouest de Dnipro et à 402 km au sud-est de Kiev.

## Administration
Hirnytske fait partie de la municipalité de Pokrov (en ukrainien : Покровська міськрада, Pokrovs'ka mis'krada ; précédemment Ordjonikidze).

## Histoire
Hirnytske naît en 1886 de la mise en exploitation des gisements de manganèse. Les premières mines et le village de mineurs s'appellent d'abord Pokrovski Roudnik. Le village accède au statut de commune urbaine en 1956.

## Population
Recensements (*) ou estimations de la population :
| 1959* | 1970* | 1979* | 1989* | 2001* |
| ----- | ----- | ----- | ----- | ----- |
| 1 034 | 758   | 588   | 424   | 374   |

| 2009 | 2010 | 2011 | 2012 | 2013 |
| ---- | ---- | ---- | ---- | ---- |
| 366  | 370  | 355  | 363  | 365  |

## Économie
L'économie locale est dominée par les exploitations de manganèse à ciel ouvert du Combinat d'extraction et d'enrichissement minier de Pokrov (en russe : Покровский горно-обогатительный комбинат, Pokrovski gorno-obogatitelny kombinat).